# Савршени ученик
Савршени ученик (енгл. Apt Pupil) амерички је психолошки хорор филм из 1998. године, редитеља Брајана Сингера, са Ијаном Макеленом, Бредом Ренфром, Брусом Дејвисоном, Елајасом Котеасом и Дејвидом Швимером у главним улогама. Представља адаптацију истоименог романа Стивена Кинга и прати шеснаестогодишњег средњошколца који открива да му је први комшија СС-овски ратни злочинац у бекству.
У интервјуу из 1998. Сингер је објаснио да је његов циљ био да поред бројних „забавних хорора” као што су Страва у Улици брестова (1984), Врисак (1996) и Знам шта сте радили прошлог лета (1997) направи филм који ће по тону више подсећати на Истеривача ђавола (1973), Исијавање (1980) или Невиност (1961), јер је таквих филмова све мање. Савршени ученик је сниман у Алтадини са буџетом од 14 милиона долара. Премијерно је приказан 23. октобра 1998. године. Остварио је комерцијални неуспех и добио веома помешане оцене критичара.
Добио је Награду Сатурн за најбољи хорор филм, док је Макелен добио исту награду у категорији најбољег споредног глумца.

## Радња
Шеснаестогодишњи средњошколац, Тод Боуден, открива да је његов комшија, Артур Денкер, заправо СС-овски ратни злочинац у бекству. Тод га уцењује да му препричава догађаје из логора смрти како не би открио његов прави идентитет полицији...

## Улоге
| Глумац        | Улога                        |
| ------------- | ---------------------------- |
| Ијан Макелен  | Курт Дузандер / Артур Денкер |
| Бред Ренфро   | Тод Боуден                   |
| Дејвид Швимер | Едвард Френч                 |
| Брус Дејвисон | Ричард Боуден                |
| Ен Дауд       | Моника Боуден                |
| Џејмс Карен   | Виктор Боуден                |
| Елајас Котеас | Арчи                         |
| Џо Мортон     | Ден Рихлер                   |
| Јан Триска    | Исак Вискоф                  |
| Мајкл Берн    | Бен Крејмер                  |
| Хедер Макомб  | Беки Траск                   |
| Џошуа Џексон  | Џои                          |